# DIALREL
 (août 2020).
DIALREL (Titre complet : « Abattage religieux : améliorer la connaissance et l’expertise par le dialogue et les débats sur le bien-être animal, les enjeux législatifs et socio-économiques ») est un projet financé par l'Union européenne lancé en 2006 et achevé en 2010. Son but était de promouvoir le dialogue entre les différentes parties intéressées et les intervenants impliqués dans l’abattage rituel des animaux. Des institutions et des experts de onze pays ont contribué au projet, à savoir : l'Australie, la Belgique, l'Allemagne, l'Espagne, France, Israël, Italie, Norvège, Pays-Bas, Royaume-Uni et la Turquie. Le rapport final a été achevé en 2010 et a été soumis à la Commission européenne.